# René Bellu
Pour les articles homonymes, voir Bellu.
René Bellu, né le 10 juillet 1927 à Paris et mort le 21 mai 2014 au Conquet, est un journaliste, illustrateur et historien de l'automobile français, auteur de nombreux ouvrages sur l'histoire de l'automobile, en particulier française.

## Biographie
Membre de la rédaction de l'Auto-Journal dès sa création, il réalisa des illustrations des futures automobiles pendant plus de vingt ans, ce qui devint la marque de fabrique de la revue. En particulier, il est celui qui réalisa, avant que cette voiture soit dévoilée, les premières illustrations de la Citroën DS 19 en 1955, d'après des informations confidentielles. Il crée aussi le hors série annuel spécial Salon de l'Auto de l'Auto-Journal, formule maintes fois imitée depuis lors.
Ayant emmagasiné une riche collection de documents historiques au cours de sa carrière, après avoir quitté l'Auto-Journal, il se lança dans la création d'ouvrages présentant de façon exhaustive l'histoire de l'automobile, tout d'abord par constructeur, puis par année. Il collabora également à la revue historique Automobilia, en dirigeant les numéros hors série.
Son fils Serge Bellu est également auteur d'ouvrages consacrés à l'automobile.

## Publications
- Les autobus parisiens des origines à nos jours, Éditions Jean Pierre Delville, 1979.
- Toutes les Citroën, des origines à nos jours, Jean-Pierre Delville, 1978, 328 p. (ISBN 2859220143).
- Toutes les Renault : de 1898 à nos jours, Paris, Jean-Pierre Delville, 1979, 311 p. (ISBN 2-85922-023-2, lire en ligne).
- Toutes les Peugeot, des origines à nos jours, Jean-Pierre Delville, 1980, 328 p. (ISBN 2859220259).
- Les voitures françaises des années 50, Éditions Jean Pierre Delville, 1983.
- René et Serge Bellu, Toutes les voitures du monde des années 60, Rétroviseur, 1994, 700 p. (ISBN 2840780062).
- Toutes les voitures françaises 1939, Edita, 1982, 144 p. (ISBN 2880011450).
- Toutes les voitures françaises 1935, Herme, 1984, 180 p. (ISBN 2866650026).
- Toutes les voitures françaises : série de revues allant de 1935 à 1983, numéros hors série de Automobilia parus de 1996 à 2009.
- Toutes les ...  5 dossiers édités à compte d'auteur. Existent pour Voisin, Packard, Panhard, Simca, Bugatti.